# Ligota Wielka (powiat nyski)
Ligota Wielka – wieś w Polsce położona w województwie opolskim, w powiecie nyskim, w gminie Otmuchów.
W latach 1954–1961 wieś należała i była siedzibą władz gromady Ligota Wielka, po jej zniesieniu w gromadzie Maciejowice. W latach 1975–1998 miejscowość należała administracyjnie do województwa opolskiego.

## Nazwa
W księdze łacińskiej Liber fundationis episcopatus Vratislaviensis (pol. Księga uposażeń biskupstwa wrocławskiego) spisanej za czasów biskupa Henryka z Wierzbna w latach 1295–1305 miejscowość wymieniona jest w zlatynizowanej formie  Elgotha magnum.